# Saison 2014 des Indians de Cleveland
La saison 2014 des Indians de Cleveland est la 114e saison en Ligue majeure de baseball pour cette équipe.
Malgré une spectaculaire saison du lanceur Corey Kluber et l'émergence à l'attaque de Michael Brantley, les Indians accusent en 2014 une régression. Ils gagnent 7 matchs de moins qu'en 2013 et, avec 85 succès contre 77 défaites, prennent le 3e rang de la division Centrale de la Ligue américaine, à 5 victoires du premier rang et 3 d'une qualification en séries éliminatoires. Leurs lanceurs établissent un nouveau record du baseball majeur avec un total de 1 450 retraits sur des prises réussis en une saison. L'équipe a en revanche l'une des pires défensives des majeures,,.
Avec 1 437 393 entrées à Progressive Field, Cleveland est l'équipe qui attire le moins de spectateurs en 2014, bien que leur moyenne de spectateurs (18 428 en 78 programmes) soit légèrement plus élevée que celle des Rays de Tampa Bay (17 857 en 81 programmes).

## Contexte
Pour la première saison de Terry Francona, nommé gérant de l'année dans la Ligue américaine, les Indians surprennent en 2013 et décrochent leur première qualification pour les séries éliminatoires depuis 2007. Leur parcours vers la Série mondiale se termine toutefois rapidement par une défaite face à Tampa Bay dans le match de meilleur deuxième de la Ligue américaine. Avec 92 victoires et 70 défaites en saison régulière, Cleveland améliore sa fiche avec 24 victoires de plus qu'en 2012 et prend le second rang de la division Centrale de la Ligue américaine en 2013, seulement un match derrière les meneurs, les Tigers de Détroit.

## Intersaison
Les performances surprenantes des lanceurs partants ont été l'une des grandes raisons des succès des Indians en 2013. Ils amorcent le camp d'entraînement de 2014 avec une rotation de partants passablement différente, deux lanceurs de premier plan ayant quitté le club après être devenu des agents libres. Le gaucher Scott Kazmir, qui avait effectué un brillant retour au jeu chez les Indians après avoir raté deux saisons, rejoint les Athletics d'Oakland en décembre 2013. Au mois de février suivant, le droitier Ubaldo Jiménez, qui a finalement connu le succès à Cleveland en 2013 après quelques saisons difficiles, s'engage pour 4 ans chez les Orioles de Baltimore. Le personnel de releveurs n'est pas épargné puisque Joe Smith quitte Cleveland après 5 saisons et rejoint les Angels de Los Angeles. Les Indians décident de ne pas renouveler le contrat de Chris Perez, le stoppeur envers qui ils n'ont plus confiance, et celui-ci se trouve éventuellement du travail chez les Dodgers de Los Angeles.
Après 7 saisons chez les Rangers du Texas, le voltigeur David Murphy signe un contrat de deux saisons avec les Indians le 25 novembre 2013. Le vétéran Jason Giambi, frappeur désigné à sa première saison à Cleveland en 2013, reçoit un nouveau contrat des Indians. Il est à 43 ans le joueur le plus âgé des majeures en 2014.
Le 18 décembre 2013, les Indians échangent le voltigeur Drew Stubbs aux Rockies du Colorado contre le lanceur de relève gaucher Josh Outman. Le lendemain, ils mettent sous contrat pour un an le releveur droitier John Axford, qui arrive en provenance des Cardinals de Saint-Louis.
Le 16 janvier 2014, le voltigeur Nyjer Morgan, parti un an au Japon, signe un contrat des ligues mineures avec Cleveland. Bryan LaHair, un joueur de premier but, fait la même chose après une année au Japon. Cleveland accorde aussi des contrats des ligues mineures aux lanceurs droitiers Shaun Marcum, David Aardsma, Aaron Harang et Scott Atchison, au deuxième but Elliot Johnson et au voltigeur Jeff Francoeur.

## Calendrier pré-saison
L'entraînement de printemps 2014 des Indians se déroule du 26 février au 29 mars.

## Saison régulière
La saison régulière de 162 matchs des Indians débute le 31 mars à Oakland par une visite aux Athletics et se termine le 28 septembre suivant. Le premier match local au Progressive Field de Cleveland est disputé le 4 avril lorsque les Twins du Minnesota visitent les Indians.

### Classement
| Ligue américaine (Division Centrale) | V  | D  | %    | Diff. | Diff. (séries) |
| ------------------------------------ | -- | -- | ---- | ----- | -------------- |
| Tigers de Détroit                    | 90 | 72 | ,556 | -     | -              |
| Royals de Kansas City                | 89 | 73 | ,549 | 1     | +1             |
| Indians de Cleveland                 | 85 | 77 | ,525 | 5     | 3              |
| White Sox de Chicago                 | 73 | 89 | ,451 | 17    | 15             |
| Twins du Minnesota                   | 70 | 92 | ,432 | 20    | 18             |

### Mai
- 4 mai : Face aux White Sox de Chicago, Corey Kluber établit un record des Indians en retirant sur des prises 7 adversaires de suite, un de mieux que la précédente marque partagée par Bob Feller, Chuck Finley, Bartolo Colón et Mitch Talbot[34].

### Juin
- 9 juin : Lors d'une visite aux Rangers du Texas, Lonnie Chisenhall des Indians connaît un match de 5 coups sûrs, 3 circuits et 9 points produits dans une victoire de 17-7 de Cleveland. Il égale le record de franchise du plus grand nombre de points produits en un match établi le 4 mai 1991 par Chris James[35].

### Juillet
- 30 juillet : Les Indians échangent le lanceur partant droitier Justin Masterson aux Cardinals de Saint-Louis contre le voltigeur des ligues mineures James Ramsey (en)[36].

### Août
- 2 août : Jim Thome, qui a joué la dernière de ses 22 saisons en 2012, annonce officielle sa retraite sportive et est honoré par les Indians, dont il a porté l'uniforme pendant 13 années[37].